# Стане Жагар
Стане Жагар (Жагар, код Толмина, 19. фебруар 1896 — Црногроб, код Шкофје Локе, 27. март 1942), учесник Народноослободилачке борбе и народни херој Југославије.

## Биографија
Рођен је 19. фебруара 1896. године у селу Жагар, код Толмина. Потиче из имућне сељачке породице, која је имала четворо деце. После завршене основне школе и ниже гимназије, уписао је Ушитељску школу у Горици. Тада је био члан пројугословенског друштва „Препород“, које је било забрањено од стране аустроугарске власти, после избијања Првог светског рата. После забране овог друштва, већина чланова је била ухапшена, а Стане је због недостака доказа, био упућен на одслужење војног рока. У војсци је завршио Школу за резервне официре, а потом је био упућен на фронт у Тирол.
После завршетка Првог светског рата, извесно време је радио као учитељ у Жрелцу, у Корушкој. Када је Корушка припала Аустрији, прешао је на Блед. Потом је био премешетн у село Горје, а од 1923. године је радио у селу Добраву, код Кропе. У овом селу службовао је све до 1940. године, када је напустио државну службу.
У чланство Комунистичке партије Југославије, примљен је 1931. године. Године 1936. је постао члан Окружног комитета КПЈ за Јасенице, а нешто касније и секретар овог комитета. Учествовао је на Оснивачком конгресу Комунистичке партије Словеније, одржаном марта 1937. године у Трбовљу. На овом конгресу изабран је за члана Централног комитета КП Словеније.
Непосредно пред почетак Другог светског рата избачен је из државне службе, а почетком 1941. године, је мобилисан, као ретервни капетан друге класе. Априлски рат, 1941. године, га је затекао у Книну. Потом се вратио у Словенију, где је као члан Централног комитета, активно учествовао у организовању оружане борбе.
Када је 22. јуна 1941. године формиран Главни штаб словеначких партизанских одреда, изабран је за његовог члана и упућен у Горењску да тамо организује устанак.
Марта 1942. године, налазио се на брду Хујечевје, код Црногроба, са Селешком партизанском четом. Пошто су партизани били ухватили једног железничара и довели га у Штаб, Стане га је испитивао и стекавши утисак да је поштен човек, одлучио је да га пусти. Железничар је одмах по пуштању Немцима дојавио где се налазе партизани и они су сутрадан 27. марта, јаким снагама опколиле чету. У покушају пробоја из обруча, погинуло је 19 бораца, а међу њима и Стане Жагар.
Одлуком председника Федеративне Народне Републике Југославије Јосипа Броза Тита, 5. јула 1951. године, проглашен је за народног хероја.